# Cyncoed
Cyncoed är en community i Storbritannien.   Den ligger i kommunen Cardiff och riksdelen Wales, i den södra delen av landet, 210 km väster om huvudstaden London.
Cyncoed är en förort i nordöstra delen av Cardiff.